# جک وارنر
جک وارنر (انگلیسی: Jack Warner؛ زاده ۲ اوت ۱۸۹۲ درگذشته ۹ سپتامبر ۱۹۷۸) تهیه‌کننده اهل کانادا بود. وی بین سال‌های ۱۹۱۸ تا ۱۹۷۲ میلادی فعالیت می‌کرد.
از فیلم‌هایی که وی در تهیه‌کنندگیِ آن‌ها نقش داشته است، می‌توان به پرواز شناسایی اشاره نمود.